# Station Winterswijk
Station Winterswijk is een spoorwegstation in de Gelderse plaats Winterswijk aan de spoorlijn Zutphen - Winterswijk die overgaat in de spoorlijn Winterswijk - Zevenaar en verder naar station Arnhem Centraal.

## Historie
Het station werd geopend op 24 juni 1878 en in fasen uitgebreid tussen 1907-1920. Winterswijk was vroeger een belangrijk spoorwegknooppunt, met spoorlijnen in vijf richtingen. Met name het goederenvervoer van en naar Duitsland was zeer belangrijk voor de in de negentiende eeuw opgekomen textielindustrie in Twente en de Achterhoek. Uit Duitsland kwamen vooral kolen per spoor aan. Naast de nog bestaande lijnen naar Zevenaar en Zutphen waren er vroeger ook grensoverschrijdende lijnen in richting Duitsland (naar Bocholt of Borken – Gelsenkirchen-Bismarck), de lokaalspoorweg van de GOLS naar Neede en verder naar Hengelo, Enschede en Hellendoorn. Het huidige station Winterswijk was gelegen aan de lijn van de Nederlandsch-Westfaalsche Spoorweg-Maatschappij (NWS). Er was een apart station Winterswijk GOLS.
Naast het stationsgebouw staat nog de voormalige lampisterie, waar ooit de lampen voor wissels en seinen werden gerepareerd. Aan de Kreilstraat staat het voormalige personeelsverblijf van het Duitse spoorwegpersoneel dat hier overnachtte. Alle overige bebouwing op en rond het emplacement is verdwenen.
Er lag tussen 1905 en 1947 een loopbrug over het emplacement, voor douanepersoneel, maar ook voor reizigers die naar het GOLS-station wilden. De loopbrug werd na de sloop herbouwd in Hoek van Holland. 
Tussen dit gebouw en het spoor liggen bosschages waar zich twee locomotiefdepots bevonden.  Het noordelijke depot was van de NWS en werd gebouwd in 1880. Het was tot 1908 een gezamenlijk Nederlands – Duits depot met een draaischijf en een 9-standige locomotievenloods. Toen in 1908 het Nederlandse depot gereed kwam, werd dit depot alleen nog door de Duitse spoorwegen gebruikt. Het hoge middendeel was een watertoren. In 1928 werd het depot opgeheven en de gebrouwen werden aan het eind van de Tweede Wereldoorlog gebombardeerd en later gesloopt. Het zuidelijke depot was van de HIJSM, met een draaischijf en een 12-standige locomotievenloods, gebouwd in 1908. Dit depot werd in 1936 opgeheven; de loods werd aan het eind van Tweede Wereldoorlog vernield. De draaischijf werd nog gebruikt tot in de jaren 1970 voor Duitse stoomlocomotieven. Naast deze loods stond een grote watertoren die in 1979 werd afgebroken. Tussen de twee depots stond de elektriciteitscentrale – aanvankelijk met stoomturbine – die in 1990 werd gesloopt.
Bij de spoorwegovergang ten zuiden van het station heeft tussen 1956 en 1980 een seinhuis gestaan. Een ouder seinhuis, elders op het emplacement, werd in 1945 vernield. Op het emplacement stond ook een stukgoederen- en douaneloods. Deze loods, op het laatst gebruikt door Van Gend & Loos, werd in 1988 gesloopt.
Aan de zuidzijde bevond zich het kleine station Winterswijk GOLS met een eigen depot en draaischijf voor de lijnen van de GOLS. Na de sluiting van de meeste GOLS-lijnen voor het personenvervoer in 1937 gingen de reizigerstreinen op de GOLS-lijn Winterswijk - Zevenaar van en naar het grote station rijden. Het GOLS-stationsgebouw is verbouwd tot appartementen.
Na de sluiting van lijnen en het wegvallen van het goederenvervoer nam het belang van het station sterk af. Het bijzonder grote stationsgebouw getuigt nog van de vroegere drukte. Tegenwoordig heeft station Winterswijk nog slechts één perron, direct grenzend aan het stationsgebouw. Er is zelfs geen mogelijkheid voor tegemoetkomende treinen om elkaar te kruisen en in de dienstregeling is het station van weerszijden een eindpunt. 
Op het spooremplacement is in 2012 de nieuwbouw van openbare scholengemeenschap het Gerrit Komrij College opgeleverd. Gelijk met de bouw van de scholengemeenschap is er een fiets- en voetgangerstunnel onder de sporen gelegd om de doorstroming te verbeteren.
Op het eerste perron is in 2010 een bronzen plaquette van Jip Wijngaarden geplaatst ter herinnering aan de Joden die gedurende de Tweede Wereldoorlog van hier zijn weggevoerd.
In een nieuwe loods ten zuiden van het station is spoorwegmuseum Transit Oost gevestigd, met een grote maquette van de twee Winterswijkse stations anno 1928. De loods achter het museum wordt gebruikt door de vrijwilligers van Transit Oost en door Arriva.

## Treinen
De volgende treinen doen Winterswijk aan:
| Serie       | Treinsoort         | Route                                                | Bijzonderheden |
| ----------- | ------------------ | ---------------------------------------------------- | --- |
| 30400 RE 30 | Sneltrein (Arriva) | Apeldoorn – Zutphen – Winterswijk                    | Rijdt 's avonds van Zutphen naar Apeldoorn en van Apeldoorn naar Winterswijk. Rijdt in het weekend de gehele dag tussen Winterswijk en Apeldoorn. Stopt tussen Zutphen en Winterswijk op alle tussengelegen stations. |
| 30800 RS 31 | Stoptrein (Arriva) | Winterswijk – Zutphen                                | enkele treinen rijden van/naar Apeldoorn |
| 30900 RS 32 | Stoptrein (Arriva) | Arnhem Centraal – Doetinchem – Terborg – Winterswijk | Rijdt op zondag ochtend slechts 1x per uur richting Winterswijk. Vormt dan tussen Arnhem en Terborg een 30 minuten dienst met 36900. Op zondag ochtend begint de rit richting Arnhem 1x per uur in Winterswijk en 1x per uur in Terborg. Verzorgt samen met Hermes (die onder de naam brengdirect rijdt) doordeweeks tot 20:00 uur een kwartierdienst tussen Arnhem en Doetinchem. |

## Afbeeldingen

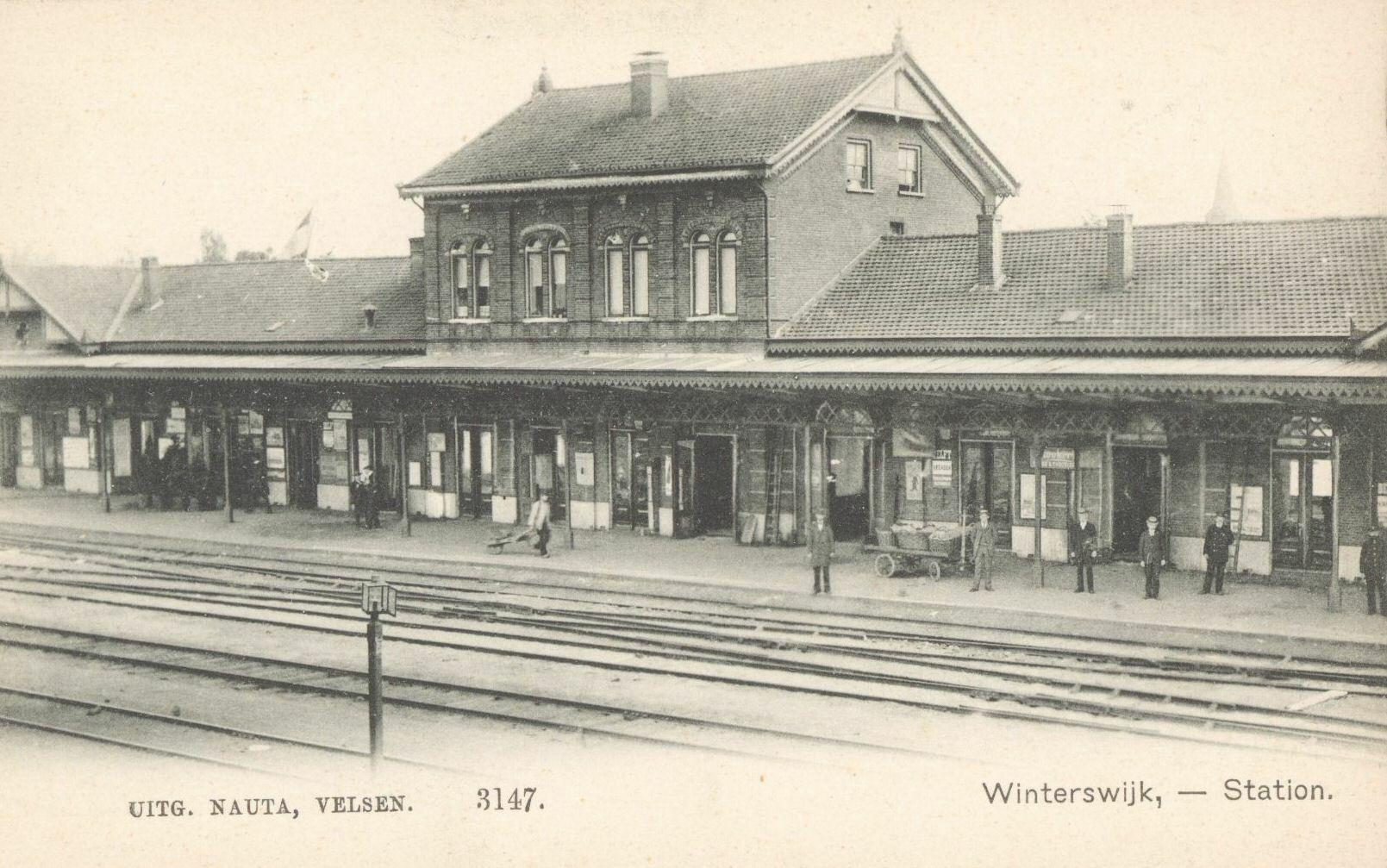
Station Winterswijk rond 1900-1905
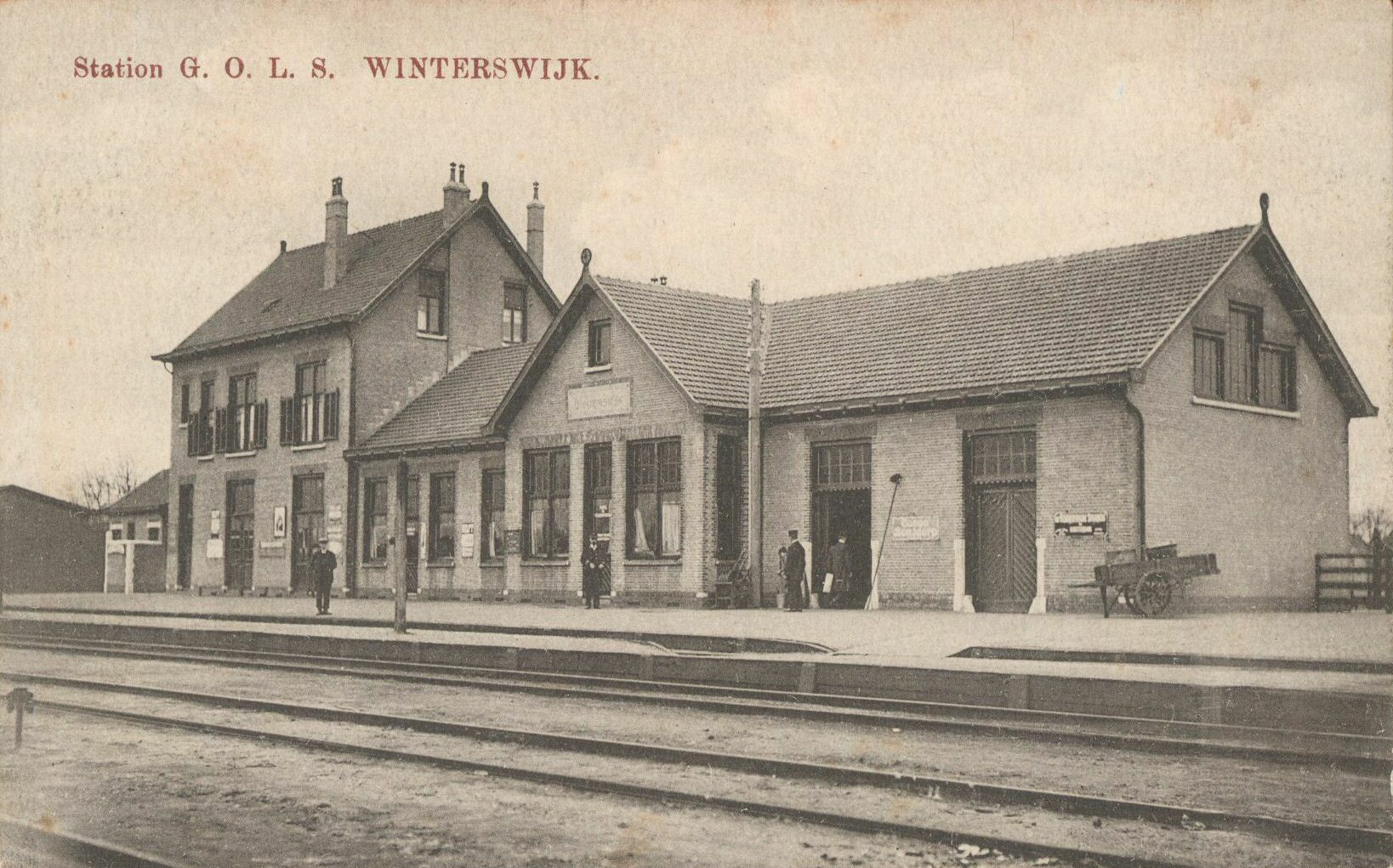
Station Winterswijk GOLS rond 1905-1915
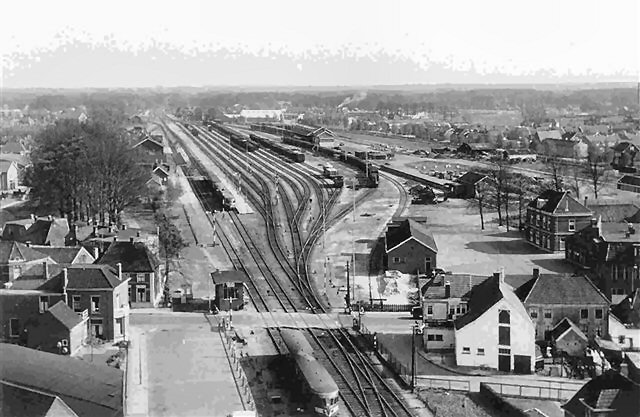
Station Winterswijk omstreeks 1958-1960; het GOLS-station bevond zich achter de bebouwing rechts op de foto
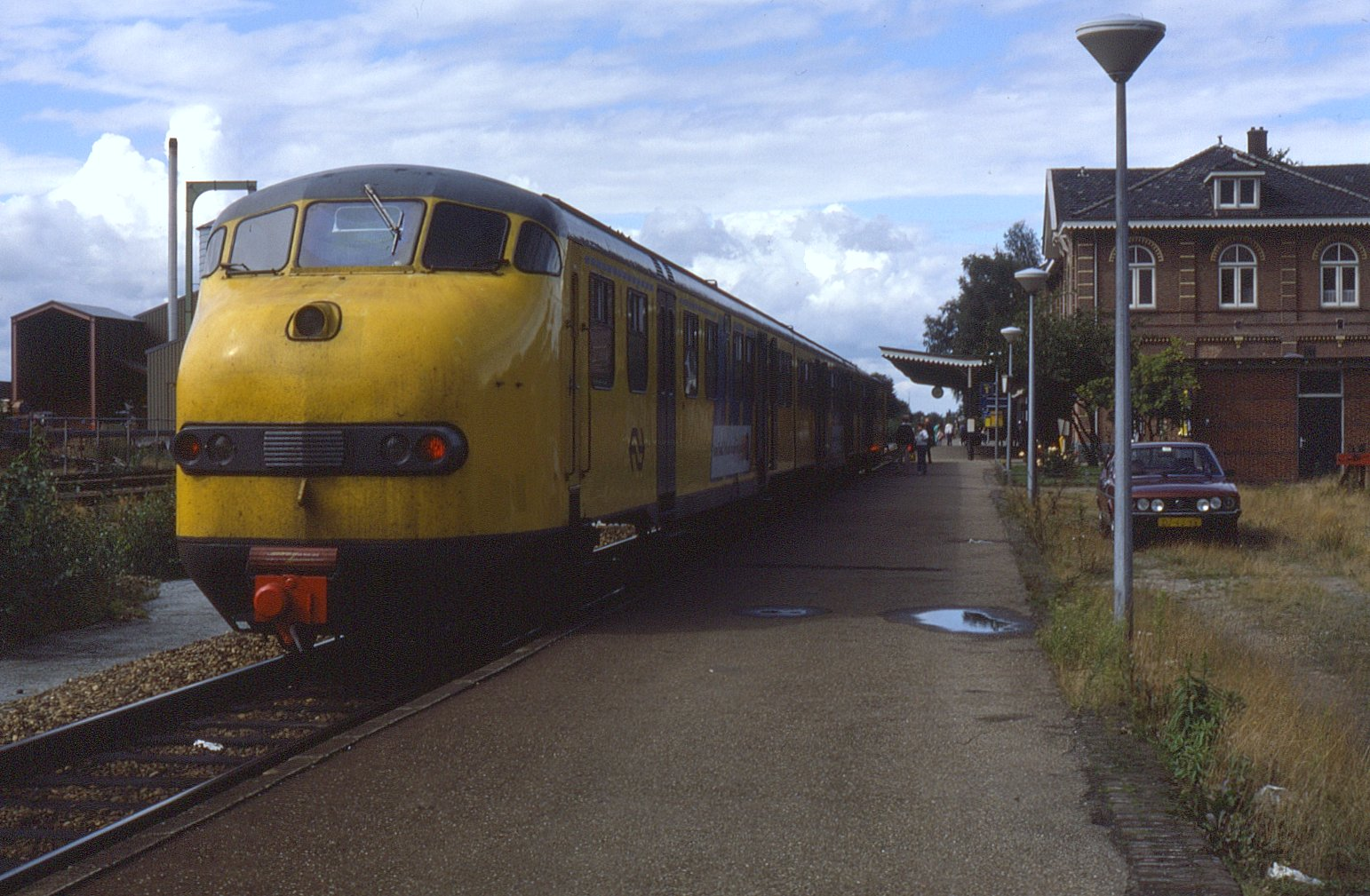
DE3-treinstel in 1986
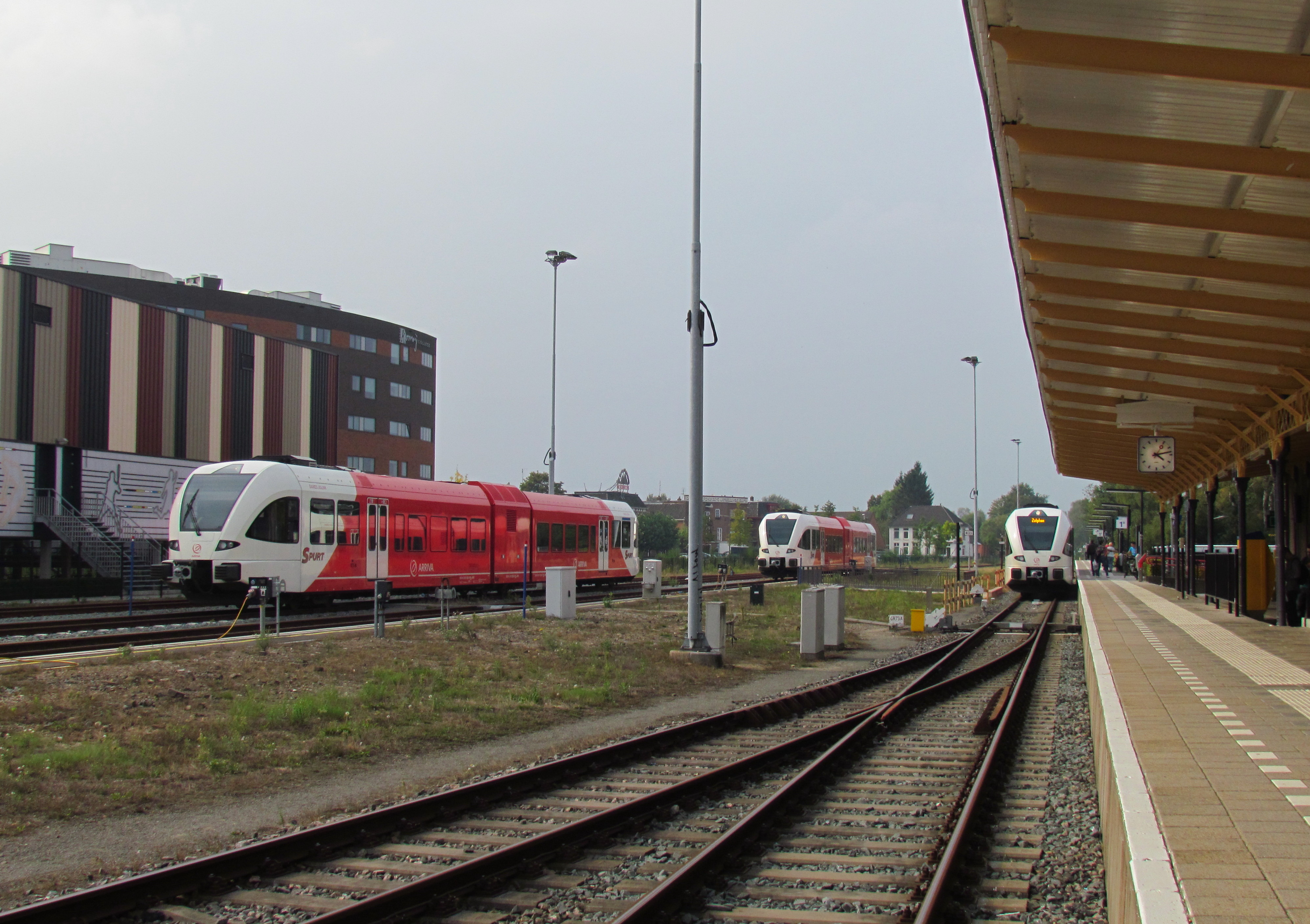
Perron en Spurt-treinstellen van Arriva
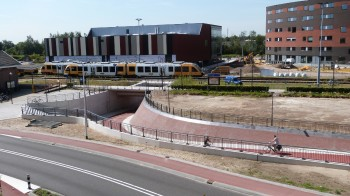
Spoortunnel bij station Winterswijk
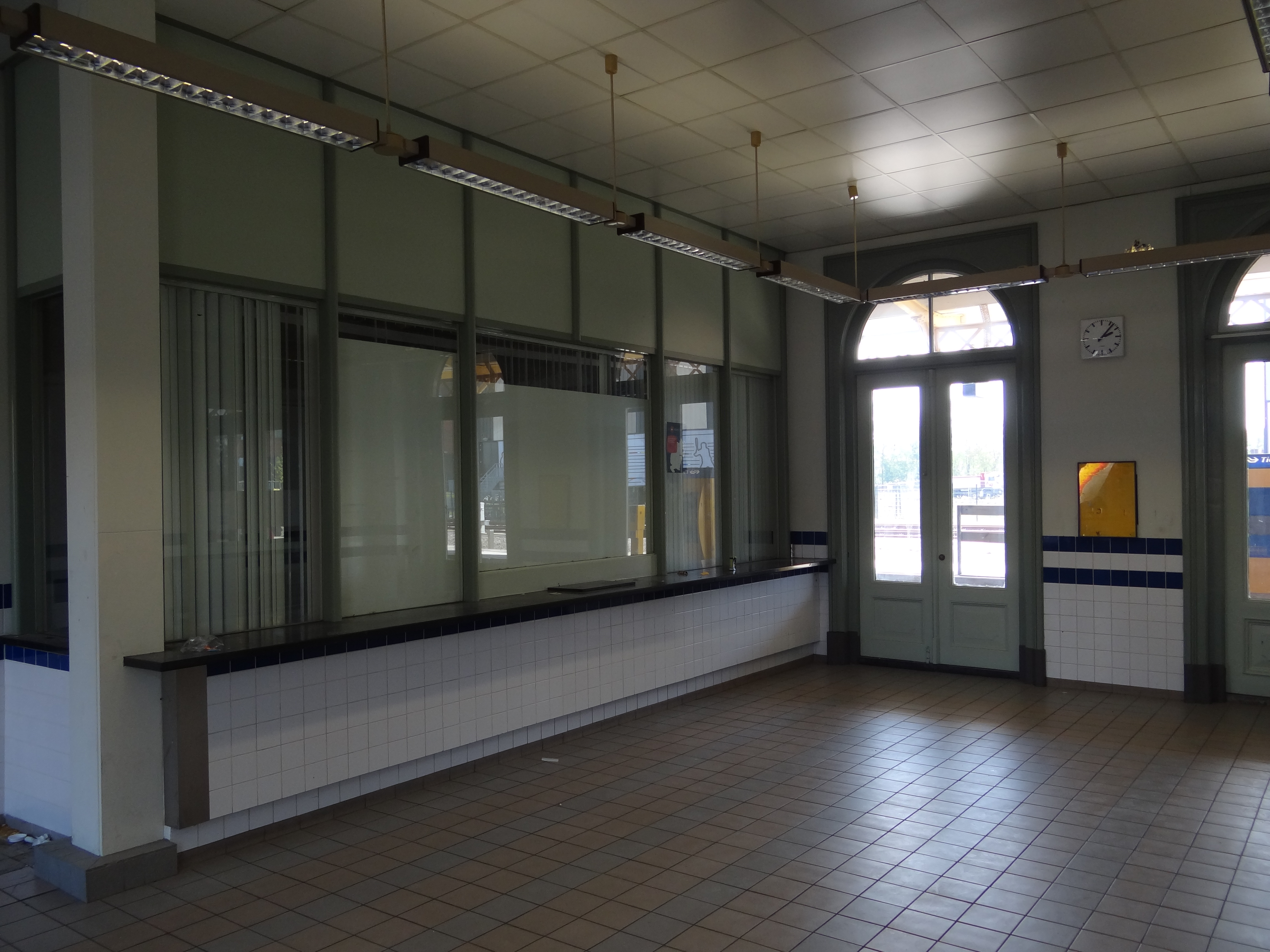
Loket en wachtruimte
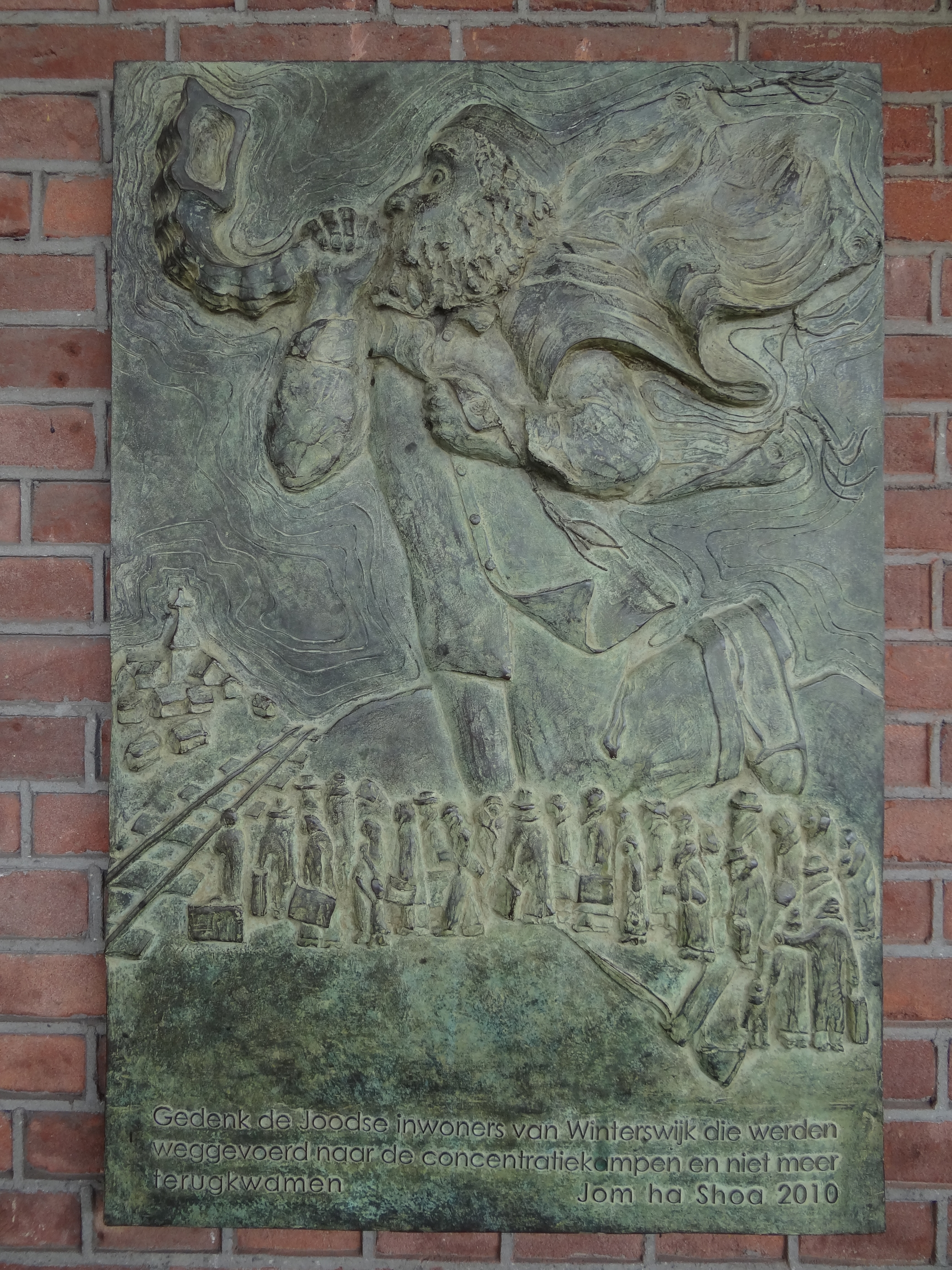
Plaquette op het station
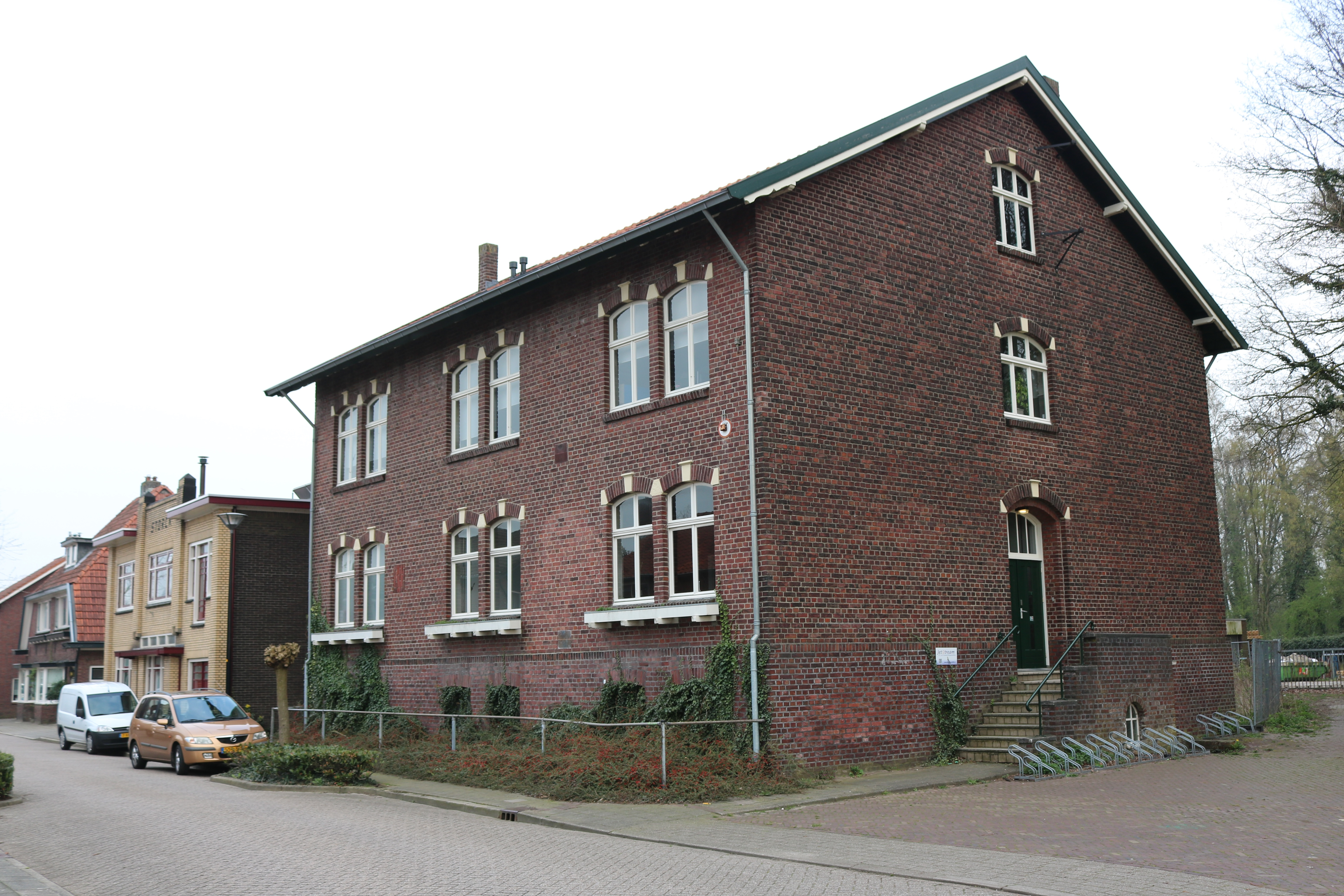
Voormalig overnachtingsgebouw voor Duits spoorwegpersoneel aan de Kreilstraat
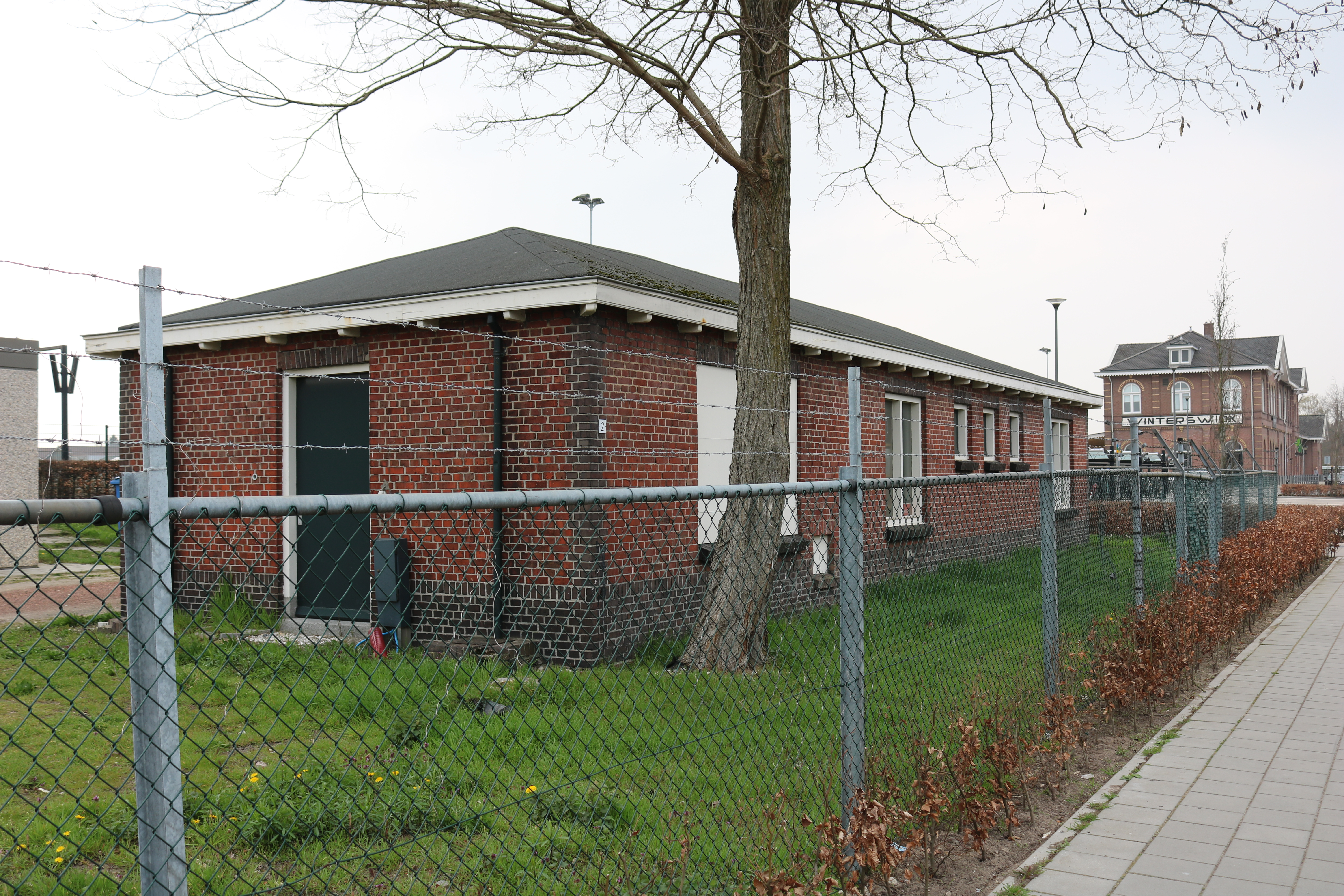
Voormalige lampisterie